# آناستازیا کاون
آناستازیا کاون (به انگلیسی: Anastasia Chaun) (زادهٔ ۱۱ سپتامبر ۱۹۸۸) شناگر اهل روسیه است.